# MetaCyc
MetaCycは、様々な生物の代謝経路、酵素に関する広範な情報を収録したデータベースである。MetaCycは、実験的に確認された代謝経路を収めている。
MetaCycは、ゲノム配列からその生物の代謝経路を計算で予測するための参照データセットとして用いることができ、実際にBioCyc database collectionに収録されているものも含め、数千に及ぶ生物の代謝経路の予測に用いられた。
MetaCycは、サブユニットの構造、補因子、アクチベーターとインヒビター、基質特異性、時には速度定数等、個々の酵素の広範なデータを含む。さらに文献情報も提供される。